# Fourcatier-et-Maison-Neuve
Fourcatier-et-Maison-Neuve è un comune francese di 83 abitanti situato nel dipartimento del Doubs nella regione della Borgogna-Franca Contea.

## Società

### Evoluzione demografica
Abitanti censiti